# Estadio Houphouët-Boigny
El Stade Félix Houphouët-Boigny, también conocido simplemente como Felicia, es un estadio multiusos situado en Abiyán, Costa de Marfil. Es utilizado principalmente para partidos de fútbol y también cuenta con instalaciones para atletismo. Es el feudo del principal club del país, el ASEC Abidjan. El estadio tiene 45 000 localidades y suele ser escenario de los encuentros de la Selección de fútbol de Costa de Marfil. 
El estadio lleva el nombre del primer presidente del país, Félix Houphouët-Boigny, quien gobernó desde 1960	hasta 1993.

## Tragedia
El 29 de marzo de 2009, durante la disputa de un encuentro de clasificación para la Copa Mundial de Fútbol de 2010 entre las selecciones de Costa de Marfil y Malaui, se produjo una avalancha humana antes de comenzar el encuentro que ocasionó la muerte de al menos 22 personas, cuando una multitud de gente que se encontraba fuera del estadio intentó acceder al mismo cuando ya se encontraba completamente abarrotado.

## Resultados en eventos de importancia

### Copa Africana de Naciones 2023
El estadio albergó diez partidos de la Copa Africana de Naciones 2023.
| Fecha                 | Equipo 1     | Resultado    | Equipo 2   | Ronda                 | Asistencia |
| --------------------- | ------------ | ------------ | ---------- | --------------------- | ---------- |
| 14 de enero de 2024   | Egipto       | 2–2          | Mozambique | Primera fase, Grupo B | 32,592     |
| 14 de enero de 2024   | Ghana        | 1–2          | Cabo Verde | Primera fase, Grupo B | 11,943     |
| 18 de enero de 2024   | Egipto       | 2–2          | Ghana      | Primera fase, Grupo B | 20,808     |
| 19 de enero de 2024   | Cabo Verde   | 3–0          | Mozambique | Primera fase, Grupo B | 5,794      |
| 22 de enero de 2024   | Guinea-Bisáu | 0–1          | Nigeria    | Primera fase, Grupo A | 15,650     |
| 22 de enero de 2024   | Cabo Verde   | 2–2          | Egipto     | Primera fase, Grupo B | 15,650     |
| 27 de enero de 2024   | Nigeria      | 2–0          | Camerún    | Octavos de final      | 22,085     |
| 29 de enero de 2024   | Cabo Verde   | 1–0          | Mauritania | Octavos de final      | 16,088     |
| 2 de febrero de 2024  | Nigeria      | 1–0          | Angola     | Cuartos de final      | 18,757     |
| 10 de febrero de 2024 | Sudáfrica    | 0–0 (6–5 p.) | RD Congo   | Tercer lugar          | 21,975     |